# Сен-Ришомон (кантон)

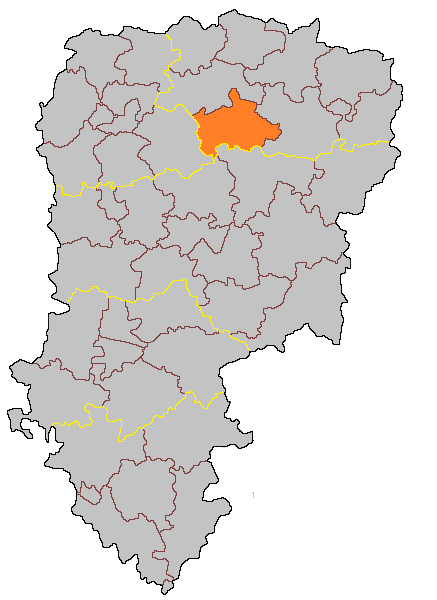
Кантон Сен-Ришомон на карте департамента Эна

Сен-Ришомон (фр. Sains-Richaumont) — упраздненный кантон во Франции, регион Пикардия. Департамент кантона — Эна. Входил в состав округа Вервен. Население кантона на 2010 год составляло 4 453 человека.
Код INSEE кантона — 0227. Всего в кантон Сен-Ришомон входило 19 коммун, из них главной коммуной являлась Сен-Ришомон.

## Коммуны кантона
В состав кантона входили коммуны (население по данным Национального института статистики за 2010 г.):
- Берланкур — население 104 чел.
- Воари — население 68 чел.
- Вьеж-Фати — население 231 чел.
- Колонфе — население 71 чел.
- Ла-Нёвиль-Уссе — население 63 чел.
- Ландифе-э-Бертеньмон — население 292 чел.
- Ле-Сур — население 162 чел.
- Лез-Эри-ла-Вьевиль — население 239 чел.
- Леме — население 447 чел.
- Марфонтен — население 84 чел.
- Монсо-ле-Нёф-э-Фокузи — население 345 чел.
- Пюизьё-э-Кланльё — население 296 чел.
- Ружри — население 228 чел.
- Сен-Гобер — население 309 чел.
- Сен-Пьер-ле-Франкевиль — население 64 чел.
- Сен-Ришомон — население 1 005 чел.
- Уссе — население 173 чел.
- Франквиль — население 130 чел.
- Шевен — население 142 чел.

## Экономика
Структура занятости населения :
- сельское хозяйство — 29,9 %
- промышленность — 12,7 %
- строительство — 8,5 %
- торговля, транспорт и сфера услуг — 20,2 %
- государственные и муниципальные службы — 28,7 %

## Политика
На президентских выборах 2012 г. жители кантона отдали в 1-м туре 27,8 % голосов Франсуа Олланду против 27,2 % у Марин Ле Пен и 26,7 % у Николя Саркози, во 2-м туре в кантоне победил Саркози , получивший 50,2 % (2007 г. 1 тур: Саркози — 30,5 %, Сеголен Руаяль — 24,3 %; 2 тур: Саркози — 55,1 %). На выборах в Национальное собрание в 2012 г. по 3-му избирательному округу департамента Эна они поддержали кандидата Социалистической партии Жана-Луи Брику, получившего 45,5 % голосов в 1-м туре и 53,3 % голосов — во 2-м туре.
|  | Кандидат        | Партия                  | % голосов |
|  | --------------- | ----------------------- | --------- |
|  | Мишель Лефевр   | Социалистическая партия | 51,44     |
|  | Беатрис Дуси    | Прочие правые           | 29,02     |
|  | Анн-Мари Фурнье | Национальный фронт      | 19,54     |

|  | Кандидат       | Партия                    | % голосов |
|  | -------------- | ------------------------- | --------- |
|  | Мишель Лефевр  | Социалистическая партия   | 51,71     |
|  | Ж. Мари Марека | Союз за народное движение | 48,29     |